# Кагуев
Кагуев (укр. Кагуїв) — село в Николаевской городской общине Стрыйского района Львовской области Украины.
Население по переписи 2001 года составляло 384 человека. Занимает площадь 0,483 км². Почтовый индекс — 81630. Телефонный код — 3241.